# Dpkg
dpkg — програмне забезпечення, що є основою системи керування пакунками в Debian.  dpkg використовується для встановлення, вилучення та отримання інформації про .deb пакунки.
dpkg є досить низькорівневою утилітою.  Існують більш високорівневі утиліти, наприклад APT, які можуть завантажувати пакунки з мережевого сховища та відстежувати залежності між пакунками.  Кінцевим користувачам слід використовувати утиліти з більш дружнім інтерфейсом, такі як Aptitude або Synaptic, що мають легкий спосіб перегляду списку пакунків, їхнього опису і залежностей.

## Історія
dpkg спочатку був створений Меттом Велшем, Карлом Стрітером і Яном Мердоком.  Спочатку dpkg був написаний на Perl, але пізніше основна частина була переписана на Сі Яном Джексоном в 1993.  Назва «dpkg» - це скорочення від «Debian package».

## Приклади використання
Утиліту можна використовувати для встановлення пакунку .deb командою: 
```
dpkg -i пакунок.deb
```

Де пакунок.deb — це ім'я файлу пакунку (пакунки в Debian мають розширення .deb).  Запускати dpkg необхідно з правами суперкористувача (root) .
Вивід списку встановлених пакунків: 
```
dpkg -l [маска]
```

Для вилучення встановленого пакунку: 
```
dpkg -r ім'я_пакунку
```

## Інструменти розробників
Пакет dpkg-dev містить серію інструментів, які викликаються для створення.  Ось вони: 
- dpkg-source архівує та розпаковує початкові файли пакунку Debian
- dpkg-deb архівує і розпаковує виконувані пакунки
- dpkg-gencontrol читає інформацію з розпакованого пакунку Debian про дерево початкових файлів і генерує двійковий пакунок
- dpkg-shlibdeps простежує залежності пакунку
- dpkg-genchanges читає інформацію з розпакованого пакунку Debian про дерево початкових файлів, запущений одного разу створює контрольний файл (.changes)
- dpkg-buildpackage — це контрольний скрипт, який може бути використаний для автоматичного створення пакунку
- dpkg-distaddfile додає файл у файли Debian
- dpkg-parsechangelog читає інформацію з файлу із змінами розпакованого пакунку Debian і створює зручний файл з цими змінами для перегляду його користувачем.

## Дивись також
- Advanced Packaging Tool
- debhelper
- CDBS

## Виноски
1. ↑  Guillem Jover (9 березня 2025). Release 1.22.18 (англійська мова) . Процитовано 15 березня 2025.
2. ↑  dpkg on alioth. Alioth (Debian). 2012.04.11. Архів оригіналу за 27 липня 2014. Процитовано 20 березня 2012.